# Saccourvielle
Saccourvielle település Franciaországban, Haute-Garonne megyében. Lakosainak száma 22 fő (2022. január 1.). Saccourvielle Antignac, Benque-Dessous-et-Dessus, Cazarilh-Laspènes, Moustajon, Saint-Paul-d’Oueil és Trébons-de-Luchon községekkel határos.

## Népesség
A település népessége az elmúlt években az alábbi módon változott:
| Lakosok száma | 21   | 10   | 16   | 11   | 14   | 14   | 15   | 19   | 20   | 22   |
|               | 1968 | 1982 | 1990 | 2006 | 2013 | 2015 | 2017 | 2019 | 2020 | 2022 |